# 太乙金華宗旨
《太乙金華宗旨》是中國道教有關內丹術的著作，全名《先天虛無太乙金華宗旨》。李約瑟認為此書是明代作品，清初刊行；柳存仁認為作者是清嘉慶年間的蔣元庭；台灣學者賴賢宗則認為，二說俱不正確，乃偽託唐末呂洞賓，著者不詳或扶乩而成，約在1668-1692年間成書。

## 思想
《太乙金華宗旨》的主旨是煉精化氣，書中沿襲道教固有的「閉精」說，又加以發揮，主張「精」或「血」得先變為「氣」，循環體內，以製成肉體不死之丹。書名中的「太乙」，是指宇宙原初的清新完美狀態。
《太乙金華宗旨》涉及瞑想和行氣，主張閉氣及減少意識活動，避免「走漏神識」 。其認為人內在有「元神」和「識神」二無形之物，元神是太虛幻境的一部分一般人較難感悟其存在和功能，識神就是肉體感覺和肉體所帶動的七情六慾，多數人一生中困於識神的境界並為了使識神滿足而奔忙，但其實全無意義。人有時在夢中可以無意識的驅動元神之功能，並啟動支配太虛，在那境界裡天地萬物奧秘和宇宙萬事只要一眼就能看遍，然而只要一睡醒就一切遺忘或是只記得不明所以的片段，這就是一般人的生活。但修煉此法者人生最重要之事在於深層感悟並開發元神的功能，而透過內心修煉技巧是可以達到完全壓制之後驅除一切識神感受，整個人成為元神所佔據的純陽之體故名為純陽學，那境界也就是成仙。成仙者也就是能憑意念隨意驅動元神從而直接操作宇宙本源的太虛之境，完成人所不能及之事，並突破時間通曉過去與未來等。
這種思想在本書20世紀初進入西方後被荣格等人認為與其發展的集體潛意識理論有相通之處，而在當時歐洲心理學界逐漸出名並被研究，是本書在西方有意外較大知名度的成因。

## 《太乙金華宗旨》與全真教
中国道教人士认为《太乙金華宗旨》是全真派修炼的内典。此书共十三章，它直接阐述丹道修证的思路和技术而不是着重论述玄理。本书的全名为《吕祖先天一气太乙金华宗旨》， 世人多传为吕洞宾所著，书中每一章的开头都有“吕祖曰，或吕帝曰”这样的话。 另外书的第一章有一段描述《太乙金華宗旨》法脉传承的话“自太上化现，东华递传岩以及南北二宗，全真可为极盛”。翻译成现代的语言是：「道教的鼻祖太上老君化身老子，传道于东华帝君，东华帝君将此法传至唐朝的吕洞宾（吕岩），吕洞宾传至宋朝形成南北二宗，北宗全真派现在极兴盛。」 
另外有的版本在最后一章有一句“子辈各益勉力行去，错过光阴真可惜也，七子（指全真派北七真）勉之”。所以《太乙金華宗旨》也常被认为可能是道教全真派的创始人王重阳所著。

## 版本
- 現存最古的版本是1775年邵志琳編64卷《呂祖全書》本，題「先天虛無太乙金華宗旨」
- 次是1803年蔣豫蒲編《全書正宗》本，題「孚祐上帝天仙金華宗旨」
- 嘉慶年間(1796-1820)蔣元庭編《道藏輯要》本，題「金華宗旨」
- 1831年閔一得 (1758-1836) 編《道藏續編》本，題「呂祖師先天虛無太乙金華宗旨」。
- 德國漢學家衛禮賢德譯本則依據1921年湛然慧真子編《長生術．續命方》本，題「太乙金華宗旨」。

### 德文翻译
《太乙金華宗旨》是聞名國際的內丹著作。20世紀20年代，德國漢學家尉禮賢 (1873-1930) 把此書譯為德文，心理學泰斗榮格 1875-1961) 受其手稿啟發，進而研究歐洲煉金術。1929年，二人合作出版《太乙金華宗旨》的德文譯注本，題為Das Geheimnis der Goldenen Blüte: ein chinesisches Lebensbuch（「金花的秘密：中國的生命之書」），《太乙金華宗旨》由此聞名，出現多種語言的譯本。其實衛禮賢和榮格對原著多有誤解。
1899年，德国基督教传教士、汉学家尉禮賢来到中国，在他住中国的21年间，他在崂山有机会接触到了正宗的全真道龙门派的经典，学到了一些正宗修炼方法。回国后，他将《太乙金华宗旨》翻译成德文，取名为《金花的秘密》，介绍给西方世界。尉禮賢也是最早翻译《易经》的西方人，同时也是著名的心理学鼻祖卡尔·荣格的好友。榮格为德文版《太乙金華宗旨》作序。荣格對中國道教的《太乙金華宗旨》、《慧命經》、《易經》，及佛教的《西藏度亡經》、禪宗皆深入研究。荣格在《太乙金華宗旨》及西方煉金術找到與他個性化觀念相同之處。
德文版的出版引起西方世界的关注。《金花的秘密》又被翻译成英文、法文、意大利文、日文、朝文等多种文字。
卡尔·荣格的自传（《回憶、夢、反思》(Memories, Dreams, Reflections)，373-377页 ）中有一段关于他的朋友尉禮賢的内容，“在中国，他有幸遇到一个旧式学院派的圣人，这个圣人的内裡修炼已经达到很高的境界。这个圣人的名字是劳乃宣，他向卫礼贤介绍中国瑜伽中的哲学和易经中的心理学”。因有这两个人的合作，我们才有了在翻译的《易经》一书中绝妙的注解”。 可以推测，同样的情况也发生在《金花的秘密》这本关于中国瑜伽哲学的书中。 虽然卫礼贤的德文版最初于1929年秋天面世，也就是他死前的几个月（根据貝尼斯的英文版序文），荣格在他给《金花的秘密》写的序文中指出尉禮賢早先就将此书的手稿送给了他，并指出将此书付诸出版最先是荣格的主意。

### 英文翻譯
英文版现有两个版本： 一个是早期由卡利·贝恩斯依据卫礼贤的德文版翻译的，另一个是1991年由托馬斯·克利里(Thomas Cleary)翻译出版。 这两个版本之间存在很大的差异。卫礼贤依据的是他中国老师劳乃宣 （Lau Nai Suan）所教授的内容，而湯姆斯·克里爾立是作为一个成就卓著的学者依据他自己的理解翻译的。 

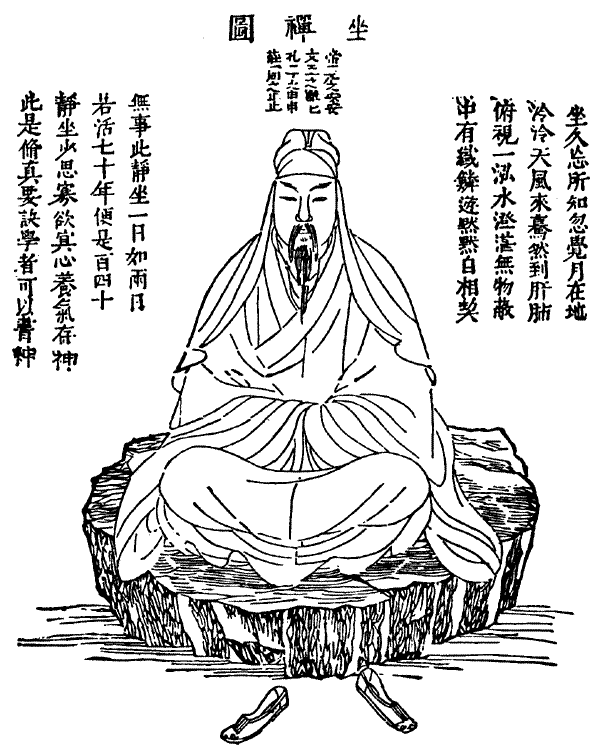
〈光明初聚〉-- 第1階段的冥想圖示

卫礼贤的翻译来自于他在中国老师劳乃宣 （Lau Nai Suan）的传授，在那里学到了经典的中国哲学。基于他从他的老师那里学到的东西，卫礼贤更注重描述《金花的秘密》中的阴性思想。而克里爾立的翻译更注重学院派的阳性思想。荣格为卫礼贤的两本主要中国哲学书籍《金花的秘密》和《易经》作的序中都提到了中国哲学的这种性质。但是克里爾立几次批评卫礼贤的翻译版本的真实性。

## 西方人的解释
虽然卫礼贤，荣格，克里爾立的观点有所不同， 《金花的秘密》一书对冥想的技术的阐述是公认一致的。这种入静的技术在禅宗中也有详细的描述。此书以诗歌般的语言细述冥想的技术，并简化为“静坐，呼吸，念想”三者组成的方程式。静坐基本与一个正直的姿势相关。对呼吸的详尽描述基本上为行话裡的「真气」或称为「能量的路线」。

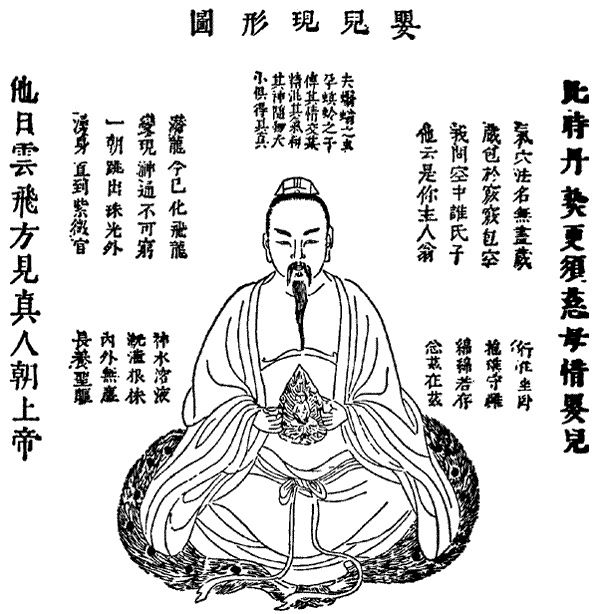
〈嬰兒現形無盡藏〉-- 第2階段的冥想圖示

## 近代道士的修練
《太乙金華宗旨》阐述传承自唐朝的吕洞宾的内丹大道修炼和验证的思路和技术书，而不是一本着重论述内丹大道哲理的书。
在卫礼贤的德文版本里，中国老师传授给他的内容之一是：性功修炼有成者练功时能看见眼前出现一幅幅奇妙的、闪光的图案，卫礼贤将这个奇妙的光图称为曼陀罗。欧洲人首先是从佛教经典中知道曼陀罗的。一些佛经，如《大日经》、《金刚顶经》等等借用这个词以比喻性功修炼过程中出现的特殊现象。 中国道家认为这种现象是修炼人的眼前天目穴处会出现一个明亮的、奇妙的图案。把这种修炼中看到的图案画了下来，被称为丹青曼陀罗，世人所见过的只是一些丹青曼陀罗，惟有性功修行到一定程度的人才能见到自己的曼陀罗，这才是真实的曼陀罗，这一图案能反映自己与宇宙及生命的信息感应的情况。在《金花的秘密》书中卫礼贤给出了一些他收集到的曼陀罗图案。
修炼中所见的曼陀罗与元神、金华、回光这些《太乙金華宗旨》所说的概念有重要的关系。 修炼人所见曼陀罗就是人的性光或称元神之光，炼出了曼陀罗意味着人开始见到了自己的性光，书中称之为“光之始回”。 性光由发散转为回归是这一修炼过程中的一个非常重要、有意义的现象，是入了门的证明。 书中称回光有“金华乍吐”、“金华正放”、“金华大凝”的不同层次，到了“金华大凝”的境界那一直如如不动的元神就要动了，元神一动人就可窥见到生命的实相了。
近代中文版《太乙金华宗旨》由养生学家王魁溥教授编译注释，1990年《太乙金华宗旨今译》由台北市气功文化出版社出版；1993年《太乙金华—慧目养成生功》由北京气功学院出版发行。依据《太乙金华—慧目养成生功》，王魁溥还编译过日文的《慧目养神功》连载于1992年8月至10月日本东京《气功杂志》。
《太乙金華宗旨：天心金丹秘法》2022/02/18 藍海文化出版社出版，作者：天星(ISBN：9789860604139)

### 引用
1. ↑  《中國科學技術史》第5卷第5分冊（北京：科學出版社，2011）頁220
2. ↑  《道教史探源》（北京：北京大學出版社，2000）頁193
3. ↑  〈《太乙金華宗旨》之教義形象的變遷與丹道理論的當代詮釋〉
4. 1 2
5. ↑  .   [2020-04-03]. （原始内容存档于2020-08-12）.
6. ↑  .   [2020-04-03]. （原始内容存档于2020-03-28）.
7. ↑  作者﹕石朝穎,《宗教信仰的危機與修煉的轉機》（一）緣起.   [2009-06-07]. （原始内容存档于2010-06-29）.,大纪元时报,1/27/2005-10:34:12-PM.